# Karl-Eugen Czernin
Karl-Eugen Czernin (celým jménem německy Karl-Eugen Maria Josef Graf Czernin von Chudenitz; * 25. července 1956 Vídeň) je rakouský šlechtic z jindřichohradecké větve původně českého rodu Czerninů z Chudenic. Od roku 2004 je hlavou rodu.

## Život

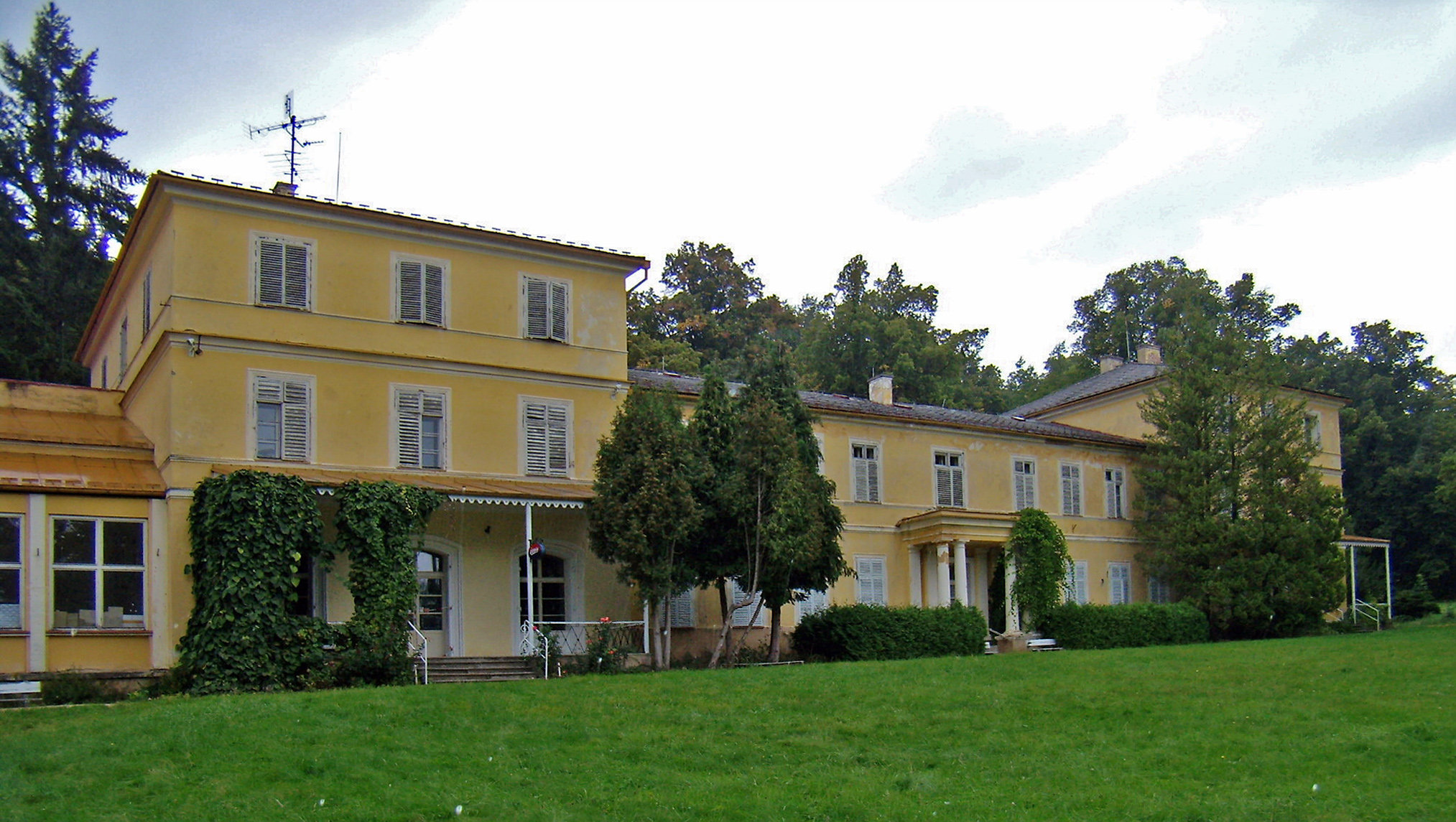
Zámek Lázeň (v majetku rodu opět od roku 2009)

Narodil se ve staré původně české rodině, která si v meziválečném období zvolila německou národnost a po druhé světové válce ztratila veškerý majetek v Československu a musela se vystěhovat. Rodiči Karla-Eugena byl Rudolf Czernin (1924–2004) a jeho manželka Lucia, roz. Hauser (1929–1970). Má sestru Caroline, provd. Laussner (* 1959).
Vystudoval lesní inženýrství ve Vídni. Po určitou dobu žil v Argentině, kde se živil jako obchodník s dobytkem. Od otce získal část peněz za prodanou czerninskou obrazovou galerii. Peníze investoval v roce 1981 do koupě lesního pozemku s golfovým hřištěm, který nechal na přelomu 19. a 20. století vybudovat baron Rotschild, a starého domu v Enzesfeldu, který se nachází přibližně 30 km jihozápadně od Vídně.
Poprvé navštívil Česko krátce po sametové revoluci. Jeho otec se snažil zrestituovat majetek jindřichohradecké větve. Jako dědictví po matce se snaží restituovat statky Štěpánovice a Velichov. Proces je veden nejen u českých soudů, ale i u Evropského soudu ve Štrasburku. V roce 2009 koupil od Plzeňského Prazdroje zámek Lázeň v Chudenicích za symbolickou jednu korunu. Zchátralý zámek a park obnovuje.

## Rodina
Ve Vídni se 25. dubna 1985 oženil s Fionou hraběnkou von Rechberg und Rothenlöwen (* 8. března 1958 Mnichov), dcerou Friedricha Ernesta von Rechberg und Rothenlöwen a Rose-Marie svobodné paní Saurma von der Jeltsch), dámou Řádu hvězdového kříže. Narodilo se jim osm dětí:
- 1. Wenzel (Václav; * 30. 7. 1986 Vídeň)
- 2. Lucia (Lucie; * 21. 11 1987 Vídeň)
- 3. Ana-Teresa (* 3. 10. 1989 Vídeň, dvojče)
- 4. Leo (* 3. 10. 1989 Vídeň, dvojče)
- 5. Maria Fátima (* 27. 12. 1992 Vídeň)
  - ∞ (7. 5. 2016 klášter Heiligenkreuz)[8] Johannes von Auersperg (* 8. 9. 1985 Vídeň)
- 6. Felix (29. 3. 1995 Vídeň – 16. 4. 1996 Vídeň)
- 7. Maria de la Gloria (zvaná Gogi; * 25. 1. 1997 Vídeň)
  - ∞ (14. 6. 2025 Přeštice)[9][pozn. 2] László de Brissac (* 5. 7. 1994 Angers, Francie),[pozn. 3] pár žije v Curychu.[10]
- 8. Lorenz (Vavřinec; * 22. 3. 2002 Vídeň)